# كريس مورينو
كريس مورينو (بالإنجليزية: Chris Moreno)‏ هو كاتب سيناريو أمريكي، ولد في 22 مارس 1980 في أوسيانسيدي في الولايات المتحدة.

## وصلات خارجية
- الموقع الرسمي